# Endurance moto
L'endurance moto  est une discipline de compétition motocycliste se disputant sur circuit. Elle se distingue des courses de vitesse habituelles par sa longueur, en distance (exemples : 200 ou 1 000 miles, 2 000 km) ou en durée (4, 6, 8, 12 ou 24 heures).
Les courses d'endurance les plus connues font partie du championnat du monde, géré par la Fédération internationale de motocyclisme. Ce sont, par exemple, en France, les 24 Heures Moto (qui ont d’abord existé comme course de voiture) et le Bol d'or (24 heures), ou les 8 Heures de Suzuka au Japon.
Il existe également un championnat de France d'endurance se déroulant entre autres également sur le circuit Bugatti, au Mans.
Chaque moto engagée dans la compétition requiert une équipe (en anglais : Team) composée des pilotes et d’une équipe d’assistance. Les pilotes (deux ou trois) se relaient à peu près toutes les heures. À chaque arrêt au stand — appelé « ravitaillement » — lorsqu’il est prévu, l’équipe d’assistance remplit le réservoir de carburant et effectue l’entretien nécessaire (principalement le changement des roues ou des plaquettes de frein, ajout d’huile, graissage de la chaîne secondaire, nettoyage succinct de la moto, etc.).

## Principales épreuves
- Championnat du monde d'endurance moto
- Bol d'or
- 24 Heures Motos
- 8 Heures de Suzuka
- 24 Heures de Spa-Francorchamps Moto
- Master of Endurance
- 200 Miles d'Assen
- 12 Heures d'Albacète
- 6 Heures de l'A1 Ring
- 8 Heures d'Oschersleben
- 6 Heures de Brno
- 8 Heures d'Estoril
- 6 Heures de Most
- Bol d'or classic